# Jesper Mechlenburg
Jesper Mechlenburg (født 23. juni 1972) er  komponist, producer og instruktør.
Jesper komponerer musik til TV-serier, film, teater og ballet, samt instrueret film og teater.
Jesper Mechlenburg blev uddannet fra Rytmisk Musikkonservatorium i år 2001 med speciale i komposition og slagtøj. 
Jesper har skrevet og produceret sange med blandt andre;  Oh Land, Barbara Moleko Kristian Leth, Søren Huss, Thomas Buttenschøn, Lone Hørslev, og Coco O..
Som trommeslager har Jesper spillet med blandt andre; Kasper Winding, Aqua, Sanne Salomonsen, Kaya Brüel og Safri Duo.
Han var partner i virksomheden Supersonic fra 2000-2009.
Samarbejdet med Flemming Quist Møller førte til filmen "Jungledyret Hugo - fræk, flabet og fri" samt to teater forestillinger med Cykelmyggen Egon begge instrueret af Steen Kørner. I 2019 påbegyndte Flemming og Jesper samarbejdet omkring udvikling af manuskript, sange og scenografi til forestillingen Jungledyret Hugo. Forestillingen havde premiere i 2022 og blev instrueret af Jesper. 
Søndag Søndag er en klaver-violin duo i samarbejdet med Katrine Grarup Elbo. Første album udkom i 2021 og blev indspillet i Nils Frahm studie Funkhaus. Duoens andet album udkommer i maj 2025. 

## Film og TV-serier
- Honey, film af Natasha Arthy 2025
- Carmen Curlers, TV serie 2023-24
- Skruk, Netflix serie 2022
- Overleverne, TV serie 2021
- Hvidesande, TV serie 2021
- Julefeber, Julekalender af Natasha Arthy 2020
- Fuglene over sundet, film af Nicolo Donato 2016
- Den anden verden, Julekalender af Lars Kaalund, Nikolaj Scherfig og Bo Hr.Hansen, 2016
- Kanonkongen Freja, TV-Serie af Natasha Arthy, 2016
- Ditte og Louise, TV-serie af Ditte Hansen, Louise Mieritz og Niclas Bendixen 2015
- Cykelmyggen og Minibillen, film af Flemming Quist Møller 2014
- Detektiverne, film af Esben Tønnesen 2013
- Broderskab, film af Nicolo Donato 2009
- Min svigerfar - Peter Zobel, dokumentarfilm af af Alexander Kølpin 2008
- Cykelmyggen og dansemyggen, film af Flemming Quist Møller 2007

## Teater og ballet
- - Jungledyret Hugo 2022, teater. Manuskript i samarbejde med Flemming Quist Møller, samt musik og instruktion
  - Dansefeber 2021, ballet ballet af Tobias Praetorius. Komposition
  - Farlige Forbindelser, ballet af Cathy Marston 2016
  - Cabaret, musical instrueret af Lars Kaalund 2015
  - Lolita, ballet af Cathy Marston 2015
  - Robin Hood, teater af Lars Kaalund 2013
  - Outsider, ballet af Selene Muñoz 2012

## Priser og nomineringer
- - Carls Prisen 2022 Årets komponist
  - Robert 2016 Bedste score
  - Robert 2016 Bedste titelsang
  - Robert 2011 Bedste score
  - Robert 2011 Bedste titelsang
  - Reumert 2009 Bedste musikteater
  - Danish Music Award 2006 Bedste børneudgivelse